# アンモナイト (テレビ番組)
アンモナイトは、テレビ東京系列で1993年（平成5年）4月 - 9月の毎週金曜に放送された深夜番組。立川ボーイズ（立川談春・立川志らく）と三井ゆりが司会を務めた。2009年11月6日毎日新聞夕刊コラムで鮫肌文殊も番組に携わっていたことが記述されている。

## 概要
深夜番組ならではのマニアックなテーマを取り上げたトークが主な企画だが、ミニコーナーでAV女優が自分の新しい出演作を最大30秒宣伝する為にミニスカートで小さいTシャツを着て鉄棒にぶら下がりながらエッチな質問に答える企画や、両胸を寄せたり離したりしてグーチョキパーをつくるおっぱいジャンケンが高視聴率企画であった。
お色気企画で30分丸々放送した回は、裏番組の『北野ファンクラブ』(フジテレビ)より視聴率が高かった事もあった(最終回トークより)。
当番組のエンディングテーマが東野純直の「少年の瞳」だった事もあって、この曲のCDシングルA面の「君は僕の勇気」(テレビ朝日系『ビートたけしのTVタックル』のエンディングテーマ)のPVや東野本人のインタビュー等のプロモーションも番組内で放送された。

## スタッフ
- 構成：村上卓史、鮫肌文殊、山名宏和
- 音響効果：鈴木達海（タルス）
- 協力：三幸社
- 制作・編集：Force